# Schuddebeurs (restaurant)
Restaurant-Hostellerie Schuddebeurs is een restaurant gevestigd in Schuddebeurs bij Zierikzee in Nederland.
Het gebouw van Hostellerie Schuddebeurs is van oorsprong een 300 jaar oude herberg. Na een grondige renovatie is het in 1978 heropend als een restaurant met enkele kamers.
Het kreeg in 1986 een Michelinster. In 2004 en 2005 werd een Bib Gourmand toegekend. In 2013 kende GaultMillau het restaurant 13 van de maximale 20 punten toe. Chef-kok in de tijd van de Michelinster was Jaap Tanis. Deze had kort te voren de leiding in de keuken overgenomen van Martin Hendriks. De Bib Gourmands werden toegekend aan toenmalig chef-kok Bart de Bree.